# 周虹屏
周虹屏（1972年6月—），中国致公党党员，安徽省政协常委，安徽工程大学副校长。

## 生平
1995年本科毕业于安徽师范大学，1998年于安徽师范大学获硕士学位，同年进入安徽大学任教。2006年于中国科学技术大学获博士学位。2023年9月，调任安徽工程大学副校长。

## 学术贡献
主要从事有机-无机杂化诊疗材料、有机小分子荧光探针、有机光敏剂等研究工作。在Chem. Commun.、Chemical Science等期刊发表论文80余篇。主持国家自然科学基金面上项目、教育部新世纪优秀人才支持计划项目等科研项目多项。研究成果获安徽省科学技术二等奖、三等奖各1项。

## 荣誉
2022年获“安徽省三八红旗手”荣誉称号。